# Lijst van Belgische faculteitskringen
Dit is een lijst van Belgische faculteitskringen.

## Antwerpen
| Vereniging                                          | Oprichtingsdatum | Status     | Doelgroep/Instituut | Koepelorganisatie/Netwerk      | Ledental   | Afbeelding           |
| --------------------------------------------------- | ---------------- | ---------- | --- | ------------------------------ | ---------- | -------------------- |
| 't Goefferke                                        |                  |            | Thomas More Kempen - campus Lier - Gezondheidszorg | ATOMOS                         |            |                      |
| ABSOC                                               | 1987             | Actief     | KU Leuven - Handelswetenschappen |                                |            |                      |
| Aesculapia                                          | 1965             | Actief     | Universiteit Antwerpen - Geneeskunde | ASK-Stuwer                     | 600        |                      |
| Agro                                                |                  |            | Thomas More Kempen - campus Geel - Agro- en Biotechniek en Biowetenschappen | ATOMOS                         |            |                      |
| Antigonia                                           |                  |            | Thomas More Mechelen | Ons Verbond                    |            |                      |
| Argonaut                                            | 1957             | Actief     | Antwerp Maritime Academy - Nautische Wetenschappen en Scheepswerktuigkunde |                                |            |                      |
| Aymie                                               |                  | Actief     | KU Leuven - Toegepaste Taalkunde Hogeschool Thomas More - Logopedie |                                |            |                      |
| Biomedica                                           | 1993             | Actief     | Universiteit Antwerpen - Biomedische Wetenschappen | ASK-Stuwer                     |            |                      |
| Bovis-Grafica                                       | 1990             | Actief     | Artesis Plantijn Hogeschool Antwerpen - Grafische en Digitale media, Vastgoed en Toegepaste Informatica                                                                           |                                |            |                      |
| Bouwkunde Kring                                     | 1956             | Actief     | KU Leuven De Nayer - Industriële Wetenschappen-Bouwkunde | Ons Verbond                    |            |                      |
| Brabo                                               | 1960             | Actief     | Karel de Grote-Hogeschool - Industriële Wetenschappen en Technologie |                                |            |                      |
| Calesa                                              |                  | Actief     | KU Leuven - Toegepaste Taalkunde |                                |            |                      |
| Creatica                                            | 2013             | Actief     | Karel de Grote-Hogeschool - Campus Sint Lucas |                                |            |                      |
| De Stuivers                                         | 1981             | Actief     | Artesis Plantijn Hogeschool Antwerpen - Verpleegkunde |                                |            |                      |
| De Wesp                                             | 1929             | Actief     | Thomas More Mechelen | Ons Verbond                    |            |                      |
| Demetris                                            | 1994             | Actief     | Universiteit Antwerpen - Bio-Ingenieurswetenschappen | ASK-Stuwer                     |            |                      |
| DIEFKA                                              | 1975             | Actief     | Universiteit Antwerpen - Diergeneeskunde | ASK-Stuwer                     |            |                      |
| Dyonisos                                            |                  | Actief     | Artesis Plantijn Hogeschool Antwerpen - Hotelmanagement, Bedrijfsmanagement en Office Management                                                                                  |                                |            |                      |
| E-Kring                                             | 1977             | Actief     | KU Leuven De Nayer - Industriële Wetenschappen-Elektronica | Ons Verbond                    |            |                      |
| Economica                                           |                  |            | Thomas More Kempen - Handelswetenschappen en Bedrijfskunde | ATOMOS                         |            |                      |
| Educa                                               | 2015             | Actief     | Hogeschool Thomas More Mechelen - Lerarenopleiding | Mechelen Students United (MSU) | 180+       |                      |
| Eligia                                              | 1954             | Actief     | Karel de Grote-Hogeschool - Handelswetenschappen en Bedrijfskunde |                                |            |                      |
| EM-Kring                                            | 1965             | Actief     | KU Leuven De Nayer - Industriële Wetenschappen-Elektromechanica | Ons Verbond                    |            |                      |
| EMT                                                 |                  |            | Thomas More Kempen - campus Geel - Technische Wetenschappen |                                |            |                      |
| Fabiant                                             | 1974             | Actief     | Universiteit Antwerpen - Biologie | ASK-Stuwer                     |            |                      |
| Fenrir                                              | 2014             | Actief     | Karel de Grote-Hogeschool - Handelswetenschappen en Bedrijfskunde |                                |            |                      |
| Hiss (voormalig)                                    |                  |            | Thomas More Kempen - campus Geel - Sociaal Werk | ATOMOS                         |            |                      |
| Hodena                                              | 1970             | Actief     | Thomas More Mechelen | Ons Verbond                    |            |                      |
| Homega                                              | 1997             | Actief     | Thomas More Mechelen | Ons Verbond                    |            |                      |
| II                                                  |                  |            | KU Leuven Campus Geel - Industriële en Bio-Wetenschappen | ATOMOS                         |            |                      |
| Imaxys                                              | 2007             | Non-actief | Hogeschool Thomas More Mechelen - Informaticamanagement en Multimedia, Bedrijfsmanagement                                                                                         | Mechelen Students United (MSU) | 180+       |                      |
| IMBIT                                               | 2008             | Actief     | Universiteit Antwerpen - Handelsingenieur in de Beleidsinformatica | Unifac                         |            | Het schild van IMBIT |
| Intermedia                                          | 2015             | Actief     | Hogeschool Thomas More Mechelen - Interieurvormgeving, Communicatiemanagement, Journalistiek en Media & Entertainment                                                             | Mechelen Students United (MSU) | 300+       |                      |
| Kinesia                                             | 1954             | Actief     | Universiteit Antwerpen - Revalidatiewetenschappen en Kinesitherapie | ASK-Stuwer                     |            |                      |
| Klio                                                | 2001             | Actief     | Universiteit Antwerpen - Geschiedenis | Unifac                         |            |                      |
| Kring Der Alchemisten                               |                  | Actief     | Universiteit Antwerpen - Chemie en Biochemie | ASK-Stuwer                     |            |                      |
| Labo                                                |                  |            | Thomas More Kempen - campus Geel - Chemie en Gezondheidszorg | ATOMOS                         |            |                      |
| LAMA                                                |                  | Non-actief | Artesis Plantijn Hogeschool Antwerpen - Landmeten en Makelaardij |                                |            |                      |
| Lingua                                              | 2004             | Actief     | Universiteit Antwerpen - Taal- en Letterkunde | Unifac                         |            |                      |
| Magistra                                            |                  | Actief     | Karel de Grote-Hogeschool - Lerarenopleiding |                                |            |                      |
| Media                                               | 1995             | Actief     | Artesis Plantijn Hogeschool Antwerpen - Communicatiemanagement en Journalistiek                                                                                                   | Studiant                       |            |                      |
| Mereta                                              | 1985             | Actief     | Thomas More Mechelen | Ons Verbond                    |            |                      |
| MODULOR                                             | 2012             | Actief     | Universiteit Antwerpen - Ontwerpwetenschappen (architectuur, interieurarchitectuur, productontwikkeling, conservatie-restauratie, stedenbouw- en ruimtelijke ordening en erfgoed) | Unifac                         |            |                      |
| Mythica                                             | 2019             | Actief     | Mythica - Studentenclub voor Geeks en Nerds |                                | +300 leden |                      |
| Perfusia                                            |                  |            | Thomas More Kempen - campus Lier - Gezondheidszorg | ATOMOS                         |            |                      |
| Primus Scaldiae                                     |                  | Actief     | Hogeschool Thomas More Antwerpen - Toegepaste Psychologie |                                |            |                      |
| PSW                                                 | 1999             | Actief     | Universiteit Antwerpen - Politieke en Sociale Wetenschappen | Unifac                         |            |                      |
| Reprobatum                                          |                  |            | Thomas More Kempen - campus Vorselaar - Lerarenopleiding | ATOMOS                         |            |                      |
| Retabo                                              | 1971             | Actief     | Hogeschool Thomas More Mechelen - afgeleiden van Regentaat, Boekhouden en Talen                                                                                                   | Mechelen Students United (MSU) | 300+       |                      |
| S-Kring                                             | 1957             |            | KU Leuven De Nayer - Industriële Wetenschappen-Chemie | Ons Verbond                    |            |                      |
| Sepulcrum                                           |                  |            | Thomas More Kempen - campus Turnhout - Lerarenopleiding | ATOMOS                         |            |                      |
| Socio                                               | 1987             | Actief     | Karel de Grote-Hogeschool - Sociaal-Agogisch Werk |                                |            |                      |
| Socio Economica                                     | 2004             | Actief     | Universiteit Antwerpen - Sociaal-Economische Wetenschappen | Unifac                         |            |                      |
| Sofia                                               | 2005             | Non-actief | Universiteit Antwerpen - Rechten | Unifac                         |            |                      |
| Taboe                                               |                  |            | Thomas More Kempen - campus Turnhout - Handelswetenschappen en Bedrijfskunde | ATOMOS                         |            |                      |
| Technica                                            | 1961             | Actief     | Artesis Plantijn Hogeschool Antwerpen - Elektromechanica, Integrale veiligheid, Energiemanagement, Vastgoed en Makelaardij                                                        |                                |            |                      |
| Toeristika                                          | 1965             | Actief     | Hogeschool Thomas More Mechelen - Toerisme- en Recreatiemanagement | Mechelen Students United (MSU) | 500+       |                      |
| Transfusia                                          | 1992             | Actief     | Karel de Grote-Hogeschool - Gezondheidszorg |                                |            |                      |
| Translatio                                          | 1961             | Actief     | Universiteit Antwerpen - Toegepaste Taalkunde, Vertaler-Tolk | Unifac                         |            |                      |
| UFKA (Universitaire Farmaceutische Kring Antwerpen) | 1965             | Actief     | Universiteit Antwerpen - Farmaceutische Wetenschappen | ASK-Stuwer                     |            |                      |
| Utopia                                              | 1985             | Actief     | Thomas More Mechelen | Ons Verbond                    |            |                      |
| V.O.K.                                              |                  | Non-actief | Artesis Plantijn Hogeschool Antwerpen - Lerarenopleiding |                                |            |                      |
| VADA                                                | 1954             | Actief     | Artesis Plantijn Hogeschool Antwerpen - Bedrijfskunde, Lerarenopleiding en Sociaal Werk                                                                                           |                                | 100+       |                      |
| Vetur                                               |                  |            | Thomas More Kempen - campus Turnhout - Gezondheidszorg | ATOMOS                         |            |                      |
| Vulcanis                                            | 1947             | Actief     | Artesis Plantijn Hogeschool Antwerpen - Industrieel Ingenieur |                                |            |                      |
| Wikings-NSK                                         | 2003             | Actief     | Universiteit Antwerpen - Toegepaste Economische Wetenschappen | Unifac                         |            |                      |
| WINAK                                               | 1965             | Actief     | Universiteit Antwerpen - Wiskunde, Informatica en Natuurkunde | ASK-Stuwer                     |            |                      |

## Brussels Hoofdstedelijk Gewest
| Vereniging                                                      | Oprichtingsdatum  | Status          | Doelgroep/Instituut                                                                       | Koepelorganisatie/Netwerk                          | Ledental | Afbeelding |
| --------------------------------------------------------------- | ----------------- | --------------- | ----------------------------------------------------------------------------------------- | -------------------------------------------------- | -------- | ---------- |
| Farmaceutische Kring (FK)                                       | 1968              | Actief          | Vrije Universiteit Brussel - farmaceutische wetenschappen                                 | Brussels Studentengenootschap                      |          |            |
| Geneeskundige Kring (GK)                                        | 19 december 1961  | Actief          | Vrije Universiteit Brussel - geneeskunde, tandheelkunde en biomedische wetenschappen      | Brussels Studentengenootschap                      |          |            |
| Kring der Economische,Politieke en Sociale Wetenschappen (KEPS) | 1964              | Actief          | Vrije Universiteit Brussel - economische, politieke en sociale wetenschappen              | Brussels Studentengenootschap                      |          |            |
| Business Club VUB (BC VUB)                                      | 2019              | Actief          | Vrije Universiteit Brussel - economische, politieke en sociale wetenschappen              | Brussels Studentengenootschap                      |          |            |
| Letteren en Wijsbegeerte Kring (LWK)                            | 1993              | Actief          | Vrije Universiteit Brussel - letteren en wijsbegeerte                                     | Brussels Studentengenootschap                      |          |            |
| Mesacosa (Mens sana in corpore sano)                            | 1989              | Actief          | Vrije Universiteit Brussel - lichamelijke opvoeding en kinesitherapie                     | Brussels Studentengenootschap                      |          |            |
| Perskring (PERS)                                                | 1975              | Actief          | Vrije Universiteit Brussel - communicatiewetenschappen & social sciences                  | Brussels Studentengenootschap                      |          |            |
| Polytechnische Kring (PK)                                       | 14 juli 1966      | Actief          | Vrije Universiteit Brussel - ingenieurswetenschappen                                      | Brussels Studentengenootschap                      |          |            |
| Psycho-Ped'agogische Kring (PPK)                                | 1985              | Actief          | Vrije Universiteit Brussel - psychologische en educatiewetenschappen                      | Brussels Studentengenootschap                      |          |            |
| Solvay Kring ($K)                                               | 28 september 1969 | Actief          | Vrije Universiteit Brussel - handelsingenieur                                             | Brussels Studentengenootschap                      |          |            |
| Vlaams Rechtsgenootschap (VRG)                                  | 1948              | Actief          | Vrije Universiteit Brussel - rechten en criminologische wetenschappen                     | Brussels Studentengenootschap                      |          |            |
| Wetenschappelijke Kring (WK)                                    | 1949              | Actief          | Vrije Universiteit Brussel - wetenschappen en bio-ingenieurswetenschappen                 | Brussels Studentengenootschap                      |          |            |
| Commin@                                                         | 2002              | Actief          | Erasmushogeschool Brussel - management, media en maatschappij (communicatie)              | Brussels Seniorenkonvent                           |          |            |
| Enigma                                                          | 2015              | Actief          | Erasmushogeschool Brussel - design en technologie                                         | Brussels Seniorenkonvent                           |          |            |
| HOT (†)                                                         | 1969              | Inactief (2013) | Erasmushogeschool Brussel - hotel en toerisme                                             | Brussels Seniorenkonvent                           |          |            |
| IVERTO (†)                                                      | 1960              | Inactief (2019) | Erasmushogeschool Brussel - vertaler-tolk                                                 | Brussels Seniorenkonvent                           |          |            |
| Manu Juvanta                                                    | 1969              | Actief          | Erasmushogeschool Brussel - gezondheidszorg                                               | Brussels Seniorenkonvent                           |          |            |
| Normalia                                                        | 1998 - 1999       | Actief          | Erasmushogeschool Brussel - lerarenopleiding                                              | Brussels Seniorenkonvent                           |          |            |
| Technica (†)                                                    | 1979              | Inactief (2015) | Erasmushogeschool Brussel - industriële wetenschappen en technologie                      | Brussels Seniorenkonvent                           |          |            |
| Vilvordia                                                       | 1955 - 1956       | Actief          | Erasmushogeschool Brussel - landschaps- en tuinarchitectuur en milieuzorg                 | Brussels Seniorenkonvent                           |          |            |
| Omega                                                           | 1994              | Actief          | Koninklijke Militaire School - sociale en militaire wetenschappen                         | Brussels Seniorenkonvent                           |          |            |
| Polytechnic                                                     | 1981 - 1982       | Actief          | Koninklijke Militaire School - toegepaste wetenschappen (burgerlijk ingenieur)            | Brussels Seniorenkonvent                           |          |            |
| Aloisiana                                                       | 1962              | Actief          | KU Leuven campus Brussel, campus Stormstraat - economie & bedrijfswetenschappen           | Overkoepelende Kringraad Technica (†)FkkHV Brussel |          |            |
| HONIM                                                           | 1973              | Actief          | Odisee, campus Stormstraat - professionele bachelors                                      | Overkoepelende Kringraad KVHV Brussel              |          |            |
| Irioka                                                          | 2001              | Actief          | Odisee - optiek en optometrie, sociaal werk en milieu- en preventiemanagement             | Overkoepelende Kringraad KVHV Brussel              |          |            |
| Perkilo                                                         | 1994              | Actief          | Odisee, campus Parnas - orthopedagogie en lerarenopleiding-lichamelijke opvoeding         | Overkoepelende Kringraad KVHV Brussel              |          |            |
| Pro Gaudio                                                      |                   |                 | Odisee - letteren en lerarenopleiding                                                     | Overkoepelende Kringraad KVHV Brussel              |          |            |
| KUBA                                                            | 2004              | Actief          | KU Leuven campus Brussel, campus Stormstraat - Rechten                                    | Overkoepelende Kringraad KVHV Brussel              |          |            |
| ST.O.R.M.                                                       | 1992              | Actief          | KU Leuven campus Brussel, campus Stormstraat - handelswetenschappen en bedrijfsmanagement | Overkoepelende Kringraad KVHV Brussel              |          |            |

## Limburg
| Vereniging             | Oprichtingsdatum | Status    | Doelgroep/Instituut                                                                                                | Koepelorganisatie/Netwerk              | Ledental | Afbeelding |
| ---------------------- | ---------------- | --------- | --- | -------------------------------------- | -------- | ---------- |
| Biomedica              |                  | Actief    | Biomedische wetenschappen: Universiteit Hasselt Transnationale Universiteit Limburg                                | Limburgs Overkoepelend Studentenorgaan |          |            |
| Commeatus              |                  | Actief    | Verkeerskunde: Universiteit Hasselt Transnationale Universiteit Limburg                                            | Limburgs Overkoepelend Studentenorgaan |          |            |
| DIP's                  |                  | Actief    | Scheikunde en biologie: Universiteit Hasselt Transnationale Universiteit Limburg                                   |                                        |          |            |
| Filii Lamberti         | 1978             | Actief    | Wiskunde, natuurkunde en informatica: Universiteit Hasselt Transnationale Universiteit Limburg                     |                                        |          |            |
| Hermes                 |                  | Actief    | Toegepaste economische wetenschappen en handelsingenieur: Universiteit Hasselt Transnationale Universiteit Limburg | Limburgs Overkoepelend Studentenorgaan |          |            |
| Miezerik               | 1973             | Actief    | Geneeskunde: Universiteit Hasselt Transnationale Universiteit Limburg                                              | Limburgs Overkoepelend Studentenorgaan |          |            |
| Hibin Batuta           | 2005             | Verdwenen | Handelsingenieur in de beleidsinformatica: Universiteit Hasselt Transnationale Universiteit Limburg                |                                        |          |            |
| Themis                 |                  | Actief    | Rechten: Universiteit Hasselt Transnationale Universiteit Limburg                                                  |                                        |          |            |
| Didasco                |                  | Actief    | Katholieke Hogeschool Limburg                                                                                      |                                        |          |            |
| Kerberus               |                  | Actief    | Katholieke Hogeschool Limburg                                                                                      | Limburgs Overkoepelend Studentenorgaan |          |            |
| Mater Artes Gymnastica |                  |           | Katholieke Hogeschool Limburg                                                                                      | Limburgs Overkoepelend Studentenorgaan |          |            |
| Mediac                 |                  |           | Katholieke Hogeschool Limburg                                                                                      |                                        |          |            |
| Netsilana              |                  |           | Katholieke Hogeschool Limburg - industriële wetenschappen en technologie                                           | Limburgs Overkoepelend Studentenorgaan |          |            |
| Vita                   |                  |           | Katholieke Hogeschool Limburg                                                                                      |                                        |          |            |
| Agogica                |                  | Actief    | Katholieke Hogeschool Limburg - orthopedagogie                                                                     |                                        |          |            |
| ABVG                   |                  | Actief    | XIOS Hogeschool Limburg                                                                                            | Limburgs Overkoepelend Studentenorgaan |          |            |
| A.S.G. Diepenbeek      | 1947             | Actief    | XIOS Hogeschool Limburg - campus Diepenbeek - industriële wetenschappen en technologie en toegepaste informatica   | Limburgs Overkoepelend Studentenorgaan |          |            |
| Orbis                  |                  | Actief    | XIOS Hogeschool Limburg                                                                                            | Limburgs Overkoepelend Studentenorgaan |          |            |
| Mater Paramedica       |                  | Actief    | Provinciale Hogeschool Limburg                                                                                     | Limburgs Overkoepelend Studentenorgaan |          |            |
| Mercurius              |                  | Actief    | Provinciale Hogeschool Limburg                                                                                     | Limburgs Overkoepelend Studentenorgaan |          |            |
| Prominos               | 1980             | Actief    | Provinciale Hogeschool Limburg - lerarenopleiding middelbaar onderwijs                                             |                                        |          |            |
| Sofa                   |                  | Actief    | Provinciale Hogeschool Limburg - architectuur en biotechniek                                                       | Limburgs Overkoepelend Studentenorgaan |          |            |

## Oost-Vlaanderen
| Vereniging                                   | Oprichtingsdatum | Status | Doelgroep/Instituut                                                            | Koepelorganisatie/Netwerk           | Ledental | Afbeelding |
| -------------------------------------------- | ---------------- | ------ | ------------------------------------------------------------------------------ | ----------------------------------- | -------- | ---------- |
| Chemica                                      |                  |        | Universiteit Gent - scheikunde, biochemie en biotechnologie                    | FaculteitenKonvent Gent             |          |            |
| Dentalia                                     |                  |        | Universiteit Gent - tandheelkunde                                              | FaculteitenKonvent Gent             |          |            |
| Filologica                                   | Maart 2004       | Actief | Universiteit Gent - taal- en letterkunde                                       | FaculteitenKonvent Gent             | 1000     |            |
| Gentse Biologische Kring                     |                  |        | Universiteit Gent - biologie                                                   | FaculteitenKonvent Gent             |          |            |
| Gentse Farma Kring                           |                  |        | Universiteit Gent - farmaceutische wetenschappen                               | FaculteitenKonvent Gent             |          |            |
| Geografica                                   |                  |        | Universiteit Gent - aardrijkskunde                                             | FaculteitenKonvent Gent             |          |            |
| Geologica                                    |                  |        | Universiteit Gent - geologie                                                   | FaculteitenKonvent Gent             |          |            |
| Hermes                                       |                  |        | Universiteit Gent - industriële wetenschappen                                  | FaculteitenKonvent Gent             |          |            |
| HILOK                                        |                  |        | Universiteit Gent - lichamelijke opvoeding en kinesitherapie                   | FaculteitenKonvent Gent             |          |            |
| Klassieke Kring                              | 5 november 1931  | Actief | Universiteit Gent - Taal- en letterkunde: Latijn en/of Grieks                  | Werkgroepen en Verenigingen Konvent | 100      |            |
| Kunst Historische Kring                      |                  |        | Universiteit Gent - kunstwetenschappen en archeologie                          | FaculteitenKonvent Gent             |          |            |
| Kring Moraal en Filosofie                    | 19 november 1985 | Actief | Universiteit Gent - moraalwetenschappen en wijsbegeerte                        | FaculteitenKonvent Gent             |          |            |
| Lombrosiana                                  |                  |        | Universiteit Gent - criminologie                                               | FaculteitenKonvent Gent             |          |            |
| Moeder Lies                                  |                  |        | Universiteit Gent - Handelswetenschappen en Bestuurskunde                      | FaculteitenKonvent Gent             |          |            |
| Oosterse Afrikaanse Kring                    |                  |        | Universiteit Gent - Oosterse talen en culturen en Afrikaanse talen en culturen | FaculteitenKonvent Gent             |          |            |
| Politeia                                     |                  |        | Universiteit Gent - politieke en sociale wetenschappen                         | FaculteitenKonvent Gent             |          |            |
| Slavia                                       |                  |        | Universiteit Gent - slavistiek                                                 | FaculteitenKonvent Gent             |          |            |
| Veto Gent                                    | 4 april 1995     | Actief | Universiteit Gent - Toegepaste Taalkunde                                       | FaculteitenKonvent Gent             | 250      |            |
| Vlaamse Biomedische Kring                    |                  |        | Universiteit Gent - biomedische wetenschappen                                  | FaculteitenKonvent Gent             |          |            |
| Vlaamse Diergeneeskundige Kring              |                  |        | Universiteit Gent - diergeneeskunde                                            | FaculteitenKonvent Gent             |          |            |
| Vlaamse Economische Kring                    | 16 november 1923 | Actief | Universiteit Gent - economie en bedrijfskunde                                  | FaculteitenKonvent Gent             |          |            |
| Vlaamse Geneeskundige Kring                  | 10 november 1921 | Actief | Universiteit Gent - geneeskunde                                                | FaculteitenKonvent Gent             | 1500     |            |
| Vlaamse Geschiedkundige Kring                | 26 november 1931 | Actief | Universiteit Gent - geschiedenis                                               | FaculteitenKonvent Gent             | 600      |            |
| Vlaamse Levenstechnische Kring               | 26 november 1921 | Actief | Universiteit Gent - bio-ingenieurswetenschappen                                | FaculteitenKonvent Gent             | 800      |            |
| Vlaamse Logopedische en Audiologische Kring  |                  |        | Universiteit Gent - logopedie en audiologie                                    | FaculteitenKonvent Gent             |          |            |
| Vlaamse Psychologische en Pedagogische Kring |                  |        | Universiteit Gent - psychologie en pedagogische wetenschappen                  | FaculteitenKonvent Gent             |          |            |
| Vlaams Rechtsgenootschap                     | 23 december 1926 | Actief | Universiteit Gent - rechten                                                    | FaculteitenKonvent Gent             | 2600     |            |
| Vlaamse Technische Kring                     | 1922             | Actief | Universiteit Gent - ingenieurswetenschappen                                    | FaculteitenKonvent Gent             | 1800     |            |
| WiNA                                         | 1936             | Actief | Universiteit Gent - wiskunde, informatica en natuurkunde                       | FaculteitenKonvent Gent             | 350      |            |
| Anabolica                                    |                  |        | Hogeschool Gent - Lerarenopleiding                                             |                                     |          |            |
| Aphonia                                      |                  |        | Hogeschool Gent - Departement Vesalius                                         |                                     |          |            |
| Antwerpen Boven                              | 1929             | Actief | Universiteit Gent - streekclub, Antwerpen                                      | SeniorenKonvent Gent                |          |            |
| Apollo                                       |                  |        | Hogeschool Gent - Conservatorium Gent                                          |                                     |          |            |
| Harmonia                                     | 23 april 2012    | Actief | Hogeschool Gent - Orthopedagogie en Sociaal Werk                               |                                     |          |            |
| Abnormalia                                   |                  |        | Arteveldehogeschool - Lerarenopleiding (lager, secundair & kleuteronderwijs)   |                                     |          |            |
| Gutenberg                                    |                  |        | Arteveldehogeschool - Grafische & Digitale Media                               |                                     |          |            |
| reGent                                       |                  |        | Arteveldehogeschool - Lerarenopleiding (Secundair onderwijs)                   |                                     |          |            |
| KILA                                         |                  |        | Katholieke Hogeschool Sint-Lieven                                              |                                     |          |            |
| MEGA                                         |                  |        | Katholieke Hogeschool Sint-Lieven                                              |                                     |          |            |
| Celia                                        |                  |        | Katholieke Hogeschool Sint-Lieven                                              |                                     |          |            |

## Vlaams-Brabant
| Vereniging               | Oprichtingsdatum | Status                | Doelgroep/Instituut                                              | Koepelorganisatie/Netwerk                | Ledental | Afbeelding |
| ------------------------ | ---------------- | --------------------- | ---------------------------------------------------------------- | ---------------------------------------- | -------- | ---------- |
| Alfa                     | 1983             | Actief                | KU Leuven - archeologie                                          | Leuvense Overkoepelende KringOrganisatie |          |            |
| Anthropolis              | 2005             | opgegaan in Politika  | KU Leuven - antropologie                                         | Leuvense Overkoepelende KringOrganisatie |          |            |
| Apollonia                | 1974             | Actief                | KU Leuven - tandheelkunde                                        | Leuvense Overkoepelende KringOrganisatie |          |            |
| Apolloon                 | 1944             | Actief                | KU Leuven - bewegings- en revalidatiewetenschappen               | Leuvense Overkoepelende KringOrganisatie |          |            |
| Atlas                    | 2023             | Actief                | KU Leuven - geografie en geologie                                | Leuvense Overkoepelende KringOrganisatie |          |            |
| Babylon                  | 2004             | Actief                | KU Leuven - taal- en letterkunde                                 | Leuvense Overkoepelende KringOrganisatie | 1296     |            |
| Bios                     | 1951             | Actief                | KU Leuven - biologie                                             | Leuvense Overkoepelende KringOrganisatie |          |            |
| Canonica                 | 1978             | Actief                | KU Leuven - kerkelijk recht                                      | Leuvense Overkoepelende KringOrganisatie |          |            |
| Chemika                  | 1948             | Actief                | KU Leuven - chemie, biochemie en biotechnologie                  | Leuvense Overkoepelende KringOrganisatie |          |            |
| Crimen                   | 1961             | Actief                | KU Leuven - crimininologie                                       | Leuvense Overkoepelende KringOrganisatie |          |            |
| Ekonomika                | 1930             | Actief                | KU Leuven - economie en bedrijfswetenschappen                    | Leuvense Overkoepelende KringOrganisatie | 3100     |            |
| Eoos                     | 1980             | Actief                | KU Leuven - taal- en regiostudies                                | Leuvense Overkoepelende KringOrganisatie |          |            |
| Eros                     | 2008             | Actief                | Ku Leuven - seksuologie                                          | Leuvense Overkoepelende KringOrganisatie |          |            |
| Farmaceutica             | 1926             | Actief                | KU Leuven - farmaceutische wetenschappen                         | Leuvense Overkoepelende KringOrganisatie | 1100     |            |
| Geos                     | 1963             | opgegaan in Atlas     | KU Leuven - geologie                                             | Leuvense Overkoepelende KringOrganisatie |          |            |
| Historia                 | 1935             | Actief                | KU Leuven - geschiedenis                                         | Leuvense Overkoepelende KringOrganisatie | 800      |            |
| Industria                | 1961             | Actief                | KU Leuven - industriële wetenschappen                            | Leuvense Overkoepelende KringOrganisatie |          |            |
| Katechetika              | 1960             | Actief                | KU Leuven - theologie                                            | Leuvense Overkoepelende KringOrganisatie |          |            |
| LBK                      | 1887             | Actief                | KU Leuven - bio-ingenieurswetenschappen                          | Leuvense Overkoepelende KringOrganisatie | 1603     |            |
| KLA                      | 1979             | Actief                | KU Leuven - logopedie en audiologie                              | Leuvense Overkoepelende KringOrganisatie |          |            |
| Mecenas                  | 1979             | Actief                | KU Leuven - kunstwetenschappen                                   | Leuvense Overkoepelende KringOrganisatie |          |            |
| Medica                   | 1954             | Actief                | KU Leuven - arts en biomedische wetenschappen                    | Leuvense Overkoepelende KringOrganisatie | 2930     |            |
| Medisoc                  | 1996             | Actief                | KU Leuven - medisch-sociale wetenschappen                        | Leuvense Overkoepelende KringOrganisatie | 250      |            |
| Merkator                 | 1963             | opgegaan in Atlas     | KU Leuven - geografie                                            | Leuvense Overkoepelende KringOrganisatie |          |            |
| Musicologica             | 1998             | Actief                | KU Leuven - musicologie                                          | Leuvense Overkoepelende KringOrganisatie |          |            |
| NFK                      | 1968             | Actief                | KU Leuven - filosofie                                            | Leuvense Overkoepelende KringOrganisatie |          |            |
| Pedagogische Kring       | 1940             | Actief                | KU Leuven - pedagogische wetenschappen                           | Leuvense Overkoepelende KringOrganisatie |          |            |
| Politika                 | 1943             | Actief                | KU Leuven - sociale wetenschappen                                | Leuvense Overkoepelende KringOrganisatie |          |            |
| Psychologische Kring     | 1945             | Actief                | KU Leuven - psychologie                                          | Leuvense Overkoepelende KringOrganisatie |          |            |
| Vlaams Rechtsgenootschap | 1885             | Actief                | KU Leuven - rechten                                              | Leuvense Overkoepelende KringOrganisatie | 2360     |            |
| Vlaamse Technische Kring | 1920             | Actief                | KU Leuven - ingenieurswetenschappen                              | Leuvense Overkoepelende KringOrganisatie | 2641     |            |
| Wina                     | 1964             | Actief                | KU Leuven - wiskunde, informatica, fysica en sterrenkunde        | Leuvense Overkoepelende KringOrganisatie |          |            |
| De Kelten                | 1969             | Actief                | UCLL                                                             | Leuvense Overkoepelende KringOrganisatie |          |            |
| Diana                    | 1960             | Actief                | UCLL                                                             | Leuvense Overkoepelende KringOrganisatie |          |            |
| Docentica                | 2016             | Actief                | UCLL                                                             | Leuvense Overkoepelende KringOrganisatie |          |            |
| SocA                     | 2000             | Actief                | UCLL                                                             | Leuvense Overkoepelende KringOrganisatie |          |            |
| StEIL                    | 1967             | Actief                | UCLL                                                             | Leuvense Overkoepelende KringOrganisatie |          |            |
| Cluster                  | 1990             | Actief                | LUCA School of Arts - Lemmensinstituut - muziek en podiumkunsten | Leuvense Overkoepelende KringOrganisatie |          |            |
| Didactica                | 1999             | opgegaan in Docentica | Katholieke Hogeschool Leuven                                     | Leuvense Overkoepelende KringOrganisatie |          |            |
| Educata                  | 1997             | opgegaan in Docentica | Groep T Hogeschool - lerarenopleiding                            | Leuvense Overkoepelende KringOrganisatie |          |            |

## West-Vlaanderen
| Vereniging            | Oprichtingsdatum | Status   | Doelgroep/Instituut                                | Koepelorganisatie/Netwerk | Ledental | Afbeelding |
| --------------------- | ---------------- | -------- | -------------------------------------------------- | ------------------------- | -------- | ---------- |
| KULAK                 |                  | Actief   | Katholieke Universiteit Leuven Kulak               |                           |          |            |
| Animalis              | 2013             | Actief   | Hogeschool VIVES                                   |                           |          |            |
| Brihos                |                  | Inactief | Hogeschool West-Vlaanderen                         |                           |          |            |
| Centaura              | 1977             | Actief   | Hogeschool West-Vlaanderen & UGent Campus Kortrijk |                           |          |            |
| EcLipticA             | 2007             | Actief   | UGent Campus Kortrijk                              |                           |          |            |
| Moeder EM             | 2013             | Actief   | UGent Campus Kortrijk                              |                           |          |            |
| EDGE                  | 2015             | Actief   | UGent Campus Kortrijk                              |                           |          |            |
| Induscientia          | 2014             | Actief   | UGent Campus Kortrijk                              |                           |          |            |
| Moeder Brecht         |                  | Actief   | Hogeschool West-Vlaanderen                         |                           |          |            |
| Sorhoma               | 1992             | Actief   | Katholieke Hogeschool Brugge-Oostende              |                           |          |            |
| Moeder en Vader Kanon |                  | Actief   | Hogeschool West-Vlaanderen                         |                           |          |            |
| De Zwoane             |                  | Actief   | Katholieke Hogeschool Brugge-Oostende              |                           |          |            |
| Riva Rocci            |                  | Actief   | Hogeschool VIVES                                   |                           |          |            |
| Mercurius             | 1967             | Actief   | Hogeschool VIVES                                   |                           |          |            |
| Kerberus              | 1989             | Actief   | Hogeschool VIVES                                   |                           |          |            |
| Den Ipsoc             |                  | Actief   | Hogeschool VIVES                                   |                           |          |            |
| Leonardo              |                  | Actief   | Erasmus Studenten Kortrijk                         |                           |          |            |
| Athnikè               | 2015             | Actief   | Hogeschool VIVES                                   |                           |          |            |

## Belgische verenigingen in het buitenland
| Land      | Vereniging       | Stad  | Status | Doelgroep/Instituut                                           | Afbeelding |
| --------- | ---------------- | ----- | ------ | ------------------------------------------------------------- | ---------- |
| Nederland | Moeder Delftsche | Delft | Actief | Alle Belgische studenten aan de Technische Universiteit Delft |            |